# Televizija u 2024.
◄◄ | ◄ | 2021. | 2022. | 2023. | 2024.  | 2025. | 2026. | 2027. | ► | ►►
Arhitektura • Astronautika • Astronomija • Biologija • Film • Fotografija • Glazba • Kazalište • Kemija • Kiparstvo • Knjige • Književnost • Kršćanstvo • Meteorologija • Medicina • Planinarstvo • Politika • Pravo • Promet • Slikarstvo • Strip • Šport • Televizija • Znanost • Zrakoplovstvo • Željeznički promet
Televizija u 2024.

## Hrvatska i u Hrvata

### Događaji
| Nadnevak    | Događaj | Izvori      |
| ----------- | --- | ----------- |
| 30. travnja | RTL obilježava 20 godina postojanja; specijalna studijska emisija 20 godina zajedno prikazivala se 4. i 5. svibnja | [ 1 ]       |
| 15. srpnja  | Uoči Olimpijskih igara 2024. pokrenut HRT 2 u UHD rezoluciji                                                       | [ 2 ] [ 3 ] |

### Lokalna produkcija

#### Premijere tekućih emisija
| Nadnevak              | Emisija                  | Tekuća sezona | Kanal   | Izvori        |
| --------------------- | ------------------------ | ------------- | ------- | ------------- |
| 15. siječnja          | Kumovi                   | 3.            | Nova TV | [ 4 ]         |
| 29. siječnja          | Brak na prvu             | 4.            | RTL     | [ 5 ]         |
| 22., 23., 25. veljače | Dora 2024.               | n/n           | HTV 1   | [ 6 ]         |
| 3. ožujka             | Tvoje lice zvuči poznato | 7.            | Nova TV | [ 7 ]         |
| 4. ožujka             | Survivor                 | 5.            | Nova TV | [ 8 ] [ 9 ]   |
| 11. ožujka            | Oblak u službi zakona    | 2.            | HTV 1   | [ 10 ]        |
| 17. ožujka            | Superpotjera             | 2. sez. 1.dio | HTV 1   |               |
| 30. travnja           | Kumovi                   | 4.            | Nova TV |               |
| 2. rujna              | Život na vagi            | 8.            | RTL     | [ 11 ]        |
| 5. rujna              | Provjereno               | 18.           | Nova TV | [ 12 ]        |
| 9. rujna              | Ljubav je na selu        | 17.           | RTL     |               |
| 15. rujna             | MasterChef Hrvatska      | 7.            | Nova TV | [ 13 ] [ 14 ] |
| 16. rujna             | Kod nas doma             | 8.            | HTV 1   | [ 15 ]        |
| 16. rujna             | Potjera (kviz)           | 12.           | HTV 1   | [ 16 ] [ 17 ] |
| 28. rujna             | Superstar                | 2.            | RTL     | [ 18 ]        |
| 29. rujna             | Superpotjera             | 2. sez. 2.dio | HTV 1   | [ 16 ] [ 19 ] |
| 29. rujna             | Supertalent              | 11.           | Nova TV | [ 13 ]        |
| 2. listopada          | Mrkomir Prvi             | 4.            | HTV 1   | [ 16 ]        |
| 3. listopada          | Tko želi biti milijunaš? | 14.           | HTV 1   | [ 16 ] [ 20 ] |
| 7. listopada          | Knjiga ili život         | 12.           | HTV 3   | [ 21 ]        |
| 28. listopada         | Dosje Jarak              | 2.            | Voyo    | [ 22 ]        |
| 12. studenoga         | Sretni gradovi           | 2.            | HTV 1   | [ 16 ]        |
| 13. studenoga         | Planine                  | 2.            | HTV 1   | [ 16 ]        |
| 13. studenoga         | Godina za pamćenje       | 2.            | HTV 1   | [ 16 ]        |
| 2. prosinca           | Dnevnik velikog Perice   | 2.            | HTV 1   | [ 16 ]        |

#### Premijere novih emisija
| Nadnevak      | Emisija                          | Kanal   | Izvori        |
| ------------- | -------------------------------- | ------- | ------------- |
| 23. siječnja  | Na magistrali                    | HTV 1   | [ 23 ]        |
| 24. siječnja  | Sretan put                       | HTV 1   | [ 24 ]        |
| 31. siječnja  | Hell's Kitchen Hrvatska          | RTL     | [ 25 ]        |
| 26. veljače   | Joker                            | Nova TV | [ 26 ]        |
| 15. ožujka    | Tko to tamo pjeva?               | Nova TV | [ 27 ]        |
| 22. travnja   | Psi na zadatku                   | HTV 1   | [ 28 ]        |
| 27. srpnja    | Fight of Nations: Put do pobjede | Voyo    | [ 29 ]        |
| 2. rujna      | Sjene prošlosti                  | RTL     | [ 30 ]        |
| 9. rujna      | U dobru i zlu                    | Nova TV | [ 31 ]        |
| 18. rujna     | Svijet znanosti                  | HTV 1   | [ 32 ]        |
| 20. rujna     | Svijet zabave                    | HTV 1   | [ 33 ]        |
| 30. rujna     | What's up Japan                  | HTV 1   | [ 16 ]        |
| 30. rujna     | Bijeli put                       | HTV 1   | [ 34 ] [ 16 ] |
| 1. listopada  | Najljepša europska sela          | HTV 1   | [ 16 ]        |
| 2. listopada  | Plovopis - južni pučinski otoci  | HTV 1   | [ 16 ]        |
| 27. listopada | Sram                             | HTV 1   | [ 35 ]        |
| 28. prosinca  | The Voice Kids Hrvatska          | HTV 1   | [ 36 ]        |

### Osnivanja i gašenja
- 29. veljače - ugašena je Dubrovačka televizija zbog stečaja tvrtke.
- 15. veljače - zbog financijskih i zdravstvenih problema ugašen TV Šibenik.

### Nagrade i priznanja
| Nadnevak   | Nagrada / Priznanje     | Kanal | Izvori |
| ---------- | ----------------------- | ----- | ------ |
| 9. veljače | Zlatni studio 2024.     | HTV 1 | [ 37 ] |
| 22. ožujka | Večernjakova ruža 2023. | HTV 1 | [ 38 ] |
| 23. ožujka | 31. Porin               | HTV 1 | [ 39 ] |

## Vanjske poveznice
|  | Zajednički poslužitelj ima još gradiva o temi Televizija u 2024. |